# Giacomo II di Gerusalemme
Giacomo (... – 1482) è stato un arcivescovo ortodosso bizantino, patriarca di Gerusalemme nella seconda metà del XV secolo.

## Biografia
Incerte e confuse sono le notizie sul patriarca Giacomo II, che le cronotassi tradizionali dei patriarchi di Gerusalemme collocano nel 1460 circa, tra Atanasio IV (1452 - 1460) e Abramo I (1468).
Secondo la Cronaca del fiammingo borgognone Thierry Pauwels (noto come Theodoricus Pauli), della fine del XV secolo, Giacomo II morì nel 1482. Secondo Konstantin Panchenko questa cronaca merita credito, poiché in quel periodo i Duchi di Borgogna, di cui Teodorico era suddito, avevano stretti legami con Gerusalemme, in particolare inviando donazioni al patriarca Giacomo per il restauro della basilica del Santo Sepolcro e per sostenere il monastero di Santa Caterina sul monte Sinai, quindi la corte borgognona aveva informazioni di prima mano sugli affari della chiesa in Terra Santa.
La data del decesso del patriarca (1482) è accettata anche da Venance Grumel, il quale sposta questo patriarca dopo Abramo I; infatti, secondo la stessa cronaca di Thierry Pauwels, Abramo sarebbe morto nel 1468.
Alcune cronache russe raccontano di un mercante, Gregorio, che nel giugno 1480 avrebbe incontrato in Egitto il patriarca di Gerusalemme. Queste cronache chiamano il patriarca Gioacchino, ma molto probabilmente, per un errore di trasmissione testuale, si tratta del patriarca Giacomo.
Nella sua cronotassi dei patriarchi di Gerualemme, Michel Le Quien gli assegna il numero III, poiché ammette l'esistenza di un Giacomo II alla fine del XIII secolo, ignoto però nei dittici della Chiesa di Gerusalemme.